# HD 140301
HD 140301，又名BD-14 4266，SAO 159461、HR 5847，是一颗恒星，视星等为6.31，位于銀經352.91，銀緯30.68，其B1900.0坐标为赤經15h 37m 48.3s，赤緯-14° 30.68′ 21″。